# Stand up paddle

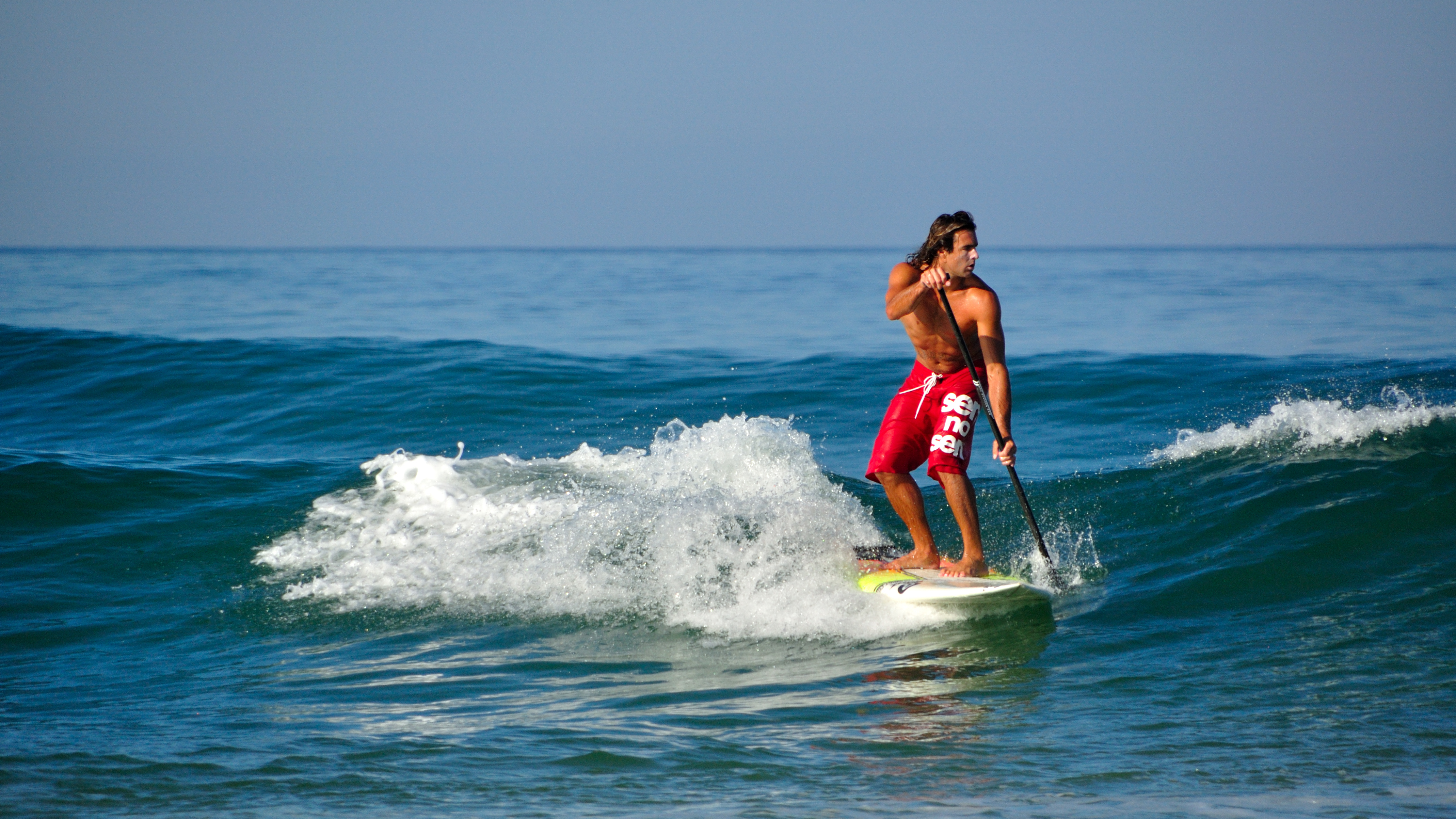

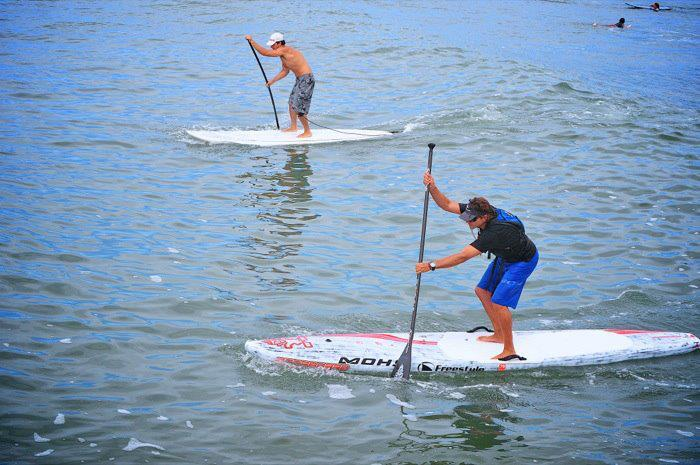

Lo stand up paddle (acronimo SUP) è una variante del surf in cui si sta in piedi su una tavola (simile a quella del surf ma con maggior volume per sostenere il peso dell'atleta), utilizzando una pagaia apposita per la propulsione. Questo sport ha avuto una considerevole crescita negli ultimi anni a livello mondiale, con molti praticanti anche in Italia.

## Storia

### La nascita dello stand up paddling
Stando ad analisi dei diari di James Cook, già nel 1778 l'esploratore inglese, come primo europeo a sbarcare alle Hawaii, ebbe modo di osservare alcuni nativi pagaiare in posizione eretta su grosse tavole per cavalcare le onde. Altri ritengono che si trattasse semplicemente di pescatori e che, in ogni caso, la nascita di questo sport sia avvenuta intorno agli anni '50 a Waikiki, con la riscoperta del Surf da onda capitanata da Duke Kahanamoku, che avrebbe creato, anni dopo, la prima generazione di beachboys. È in quegli anni  che iniziarono ad essere pubblicate sui quotidiani statunitensi le prime foto di surfisti. Sembra che uno dei fratelli Ah Choy (Bobby), fra i più noti beachboys dell'epoca, ebbe un'idea per scattare delle foto in acqua e quindi più vicino all'azione con una prospettiva completamente diversa e più realistica. Si fece prestare un remo e pagaiando su un longboard arrivò, senza cadere, nei pressi del break point, immortalando l'azione per la prima volta dall'acqua con una Kodak.

### IlBeachboy Surfing
Senza saperlo, Bobby aveva creato un nuovo modo di surfare che fu battezzato "Beachboy Surfing". Ma nessuno all'epoca pensò che uscire con una tavola grande e remo, sarebbe stato enormemente appagante anche senza la necessità di usare quel mezzo per fare fotografie. 

### I primi anni Settanta
Con la shortboard revolution degli anni Settanta, sembrò che addirittura surfare con i longboard fosse diventato anacronistico, ma non per tutti. John Zabatocky, come Bobby Ah Choy anni ed anni addietro, iniziò ad uscire con tavola e remo per scattare foto agli altri surfisti e poi adottò questa tecnica come suo unico modo di surfare.

### La riscoperta delBeachboy Surfing: Laird Hamilton
Sebbene Bobby Ah Choy e John Zabatocky possano essere considerati i pionieri da tale sport, è il più grande surfista oggi vivente, vale a dire Laird Hamilton, che ne gettò le basi per la sua riscoperta e definitivo successo. Già anni addietro Laird aveva introdotto un nuovo e più efficiente modo di surfare le grandi onde oceaniche grazie all'assistenza della moto d'acqua, facendo così nascere il Tow-in Surfing. Se nel caso del Tow-in Surfing l'idea di farsi trainare sull'onda era nata da una comune barca usata per fare Wakeboarding, l'ispirazione questa volta Laird l'avrebbe avuta osservando alcuni istruttori di surf hawaiani che per meglio seguire gli allievi durante i corsi preferivano affiancarli su longboard rimanendo in posizione eretta e pagagliando con un remo. Pur non trattandosi quindi, come nel caso del Towing, di una vera e propria innovazione, a Laird va comunque riconosciuto il merito della riscoperta del "Beachboy Surfing" così come l'affinamento del mezzo, e quindi dello shape delle tavole da SUP e del remo. A distanza ormai di qualche anno passato dall'inizio della pratica isolata da parte dei precursori di tale sport (meritano particolare menzione Dave Kalama e Robby Naish), lo Stand Up Paddling è ormai uno sport affermato ed in piena espansione, con una crescita esponenziale del numero di appassionati ed un'offerta di materiali sempre più completa ed orientata all'innovazione, basti pensare ai remi in carbonio e all'alleggerimento continuo delle tavole.

### Il SUP come sport acquatico crossover
Così come è stato per il windsurfing in precedenza e per il kiteboarding più di recente, lo stand up paddling, in quanto sport "crossover", è in grado di richiamare l'attenzione di appassionati di altre attività sportive acquatiche, come, appunto, il Surf da onda, il Kayaking, il Windsurfing ed il Kiteboarding, tanto per menzionarne alcune. 

### Il successo
I motivi dell'entusiasmo che sta circondando lo Stand Up Paddling sono molteplici: il primo e più insospettabile, soprattutto per praticanti di sport sicuramente più dinamici come il Windsurfing o il Kiteboarding, è il divertimento. Il solo pagaiare su una SUP board, facendo cruising lungo la costa, cioè diporto, è piuttosto divertente ed appagante, anche in considerazione del fatto che dal punto di vista del fitness si tratta di un eccellente allenamento. Occorre anche osservare che alcune delle più moderne tavole proposte delle case produttrici sono dotate di scassa d'albero e quindi possono essere usate come windsurf da vento leggero. Inoltre la differenza rispetto ad un longboard da surf classico è la possibilità di surfare onde non solo più piccole, ma anche in anticipo, visto che le tavole SUP sono più grandi. La tecnica di surfata è poi fondamentalmente la stessa con in più il vantaggio di poter usare la pagaia non solo per migliorare il proprio equilibrio, ma anche per effettuare manovre molto radicali immergendone la pala durante la surfata e facendolo dunque fungere da pinna mobile. Trovandosi in posizione eretta sulla tavola già prima della surfata è anche più semplice selezionare le onde migliori dei set. L'altro vantaggio, soprattutto per i Windsurfisti ed Kitesurfisti che frequentano spot poco ventosi, consiste nel fatto di poter andare in acqua ed allenarsi con continuità. Andrebbe anche menzionato un ulteriore valore aggiunto di tale sport derivante dal fatto che con una tavola da SUP è possibile uscire in qualsiasi specchio d'acqua, anche piccolo.

## La tecnica
A livello squisitamente tecnico lo Stand Up Paddling non è molto difficile da apprendere, soprattutto se si proviene dal Surf da onda e dal Windsurfing. Si tratta in ogni caso di uno sport estremamente facile da apprendere anche da autodidatti, almeno per quanto riguarda la sua variante diportistica. Basta farlo con una tavola sufficientemente stabile, ovvero con un discreto volume (oltre 150 L per i più leggeri)

## Le tipologie di tavola

### Tavola rigida
Tavola realizzata in resina rigida, rivestita di una vernice denominata gel coat.

### Tavola poliestere
Tavola realizzata con una resina più morbida. Questo tipo di tavola è soggetto allo sfondamento ma è facile da riparare, al contrario delle tavole in epoxy. L'uso di  stecche di legno aumenta la solidità della tavola.

### Tavola SUP gonfiabile
Dal 2010 sono disponibili tavole SUP gonfiabili per ridurre notevolmente le esigenze di spazio durante lo stoccaggio e i viaggi: una volta sgonfia, la tavola si arrotola e si ripone in uno zaino. Realizzati con strati di PVC rinforzato, i SUP gonfiabili sono resistenti e possono essere utilizzati per la pratica della passeggiata e delle acque bianche. All'interno del pannello, una struttura in rete in fibra di poliestere gli conferisce una buona rigidità e gli permette di mantenere la sua forma. I bordi piuttosto arrotondati ottenuti con questa costruzione non permettono di produrre tavole perfettamente competitive nel campo del surf o del racing, anche se dal 2012 alcune tavole gonfiabili da gara hanno dato buoni risultati.
Un SUP gonfiabile si gonfia a circa 1 bar per l'uso comune, mentre le tavole da racing si possono gonfiare a una pressione maggiore.

## Benefici
Il SUP è uno sport che offre numerosi benefici, sia a livello fisico che mentale. 
Per mantenere l'equilibrio vengono attivati tutti i muscoli del core e i muscoli addominali. Al contempo per eseguire il movimento di pagaiata vengono attivati i muscoli di spalle, bicipiti, tricipiti e trapezio. 
Durante la pratica dello stand up paddle anche i muscoli inferiori del corpo vengono sollecitati ed allenati. La giusta posizione di pagaiata prevede di mantenere le ginocchia leggermente piegate andando così ad allenare e sollecitare i gruppi muscolari di quadricipiti, femorali e glutei. 

## Fonti
- Guida Completa al SUP di Canton Federica
- Come scegliere una tavola da SUP
- I benefici reali del SUP